# 高體隆背海龍
高體隆背海龍（学名：Leptonotus blainvilleanus），为輻鰭魚綱棘背魚目海龍魚科的其中一種，分布於西南大西洋及東南太平洋區的智利及阿根廷海域，體長可達25公分，棲息在沿海或河口的海藻床，卵胎生。